# Chlorospingus pileatus
El clorospingo cejiblanco, frutero copetón (Chlorospingus pileatus) o Tangara de monte cejiblanca es una especie de ave paseriforme de la familia Thraupidae nativa de la Cordillera de Talamanca y Cordillera Volcánica Central de Costa Rica. Mide alrededor de 13'5 cm de largo.